# NGC 5627
NGC 5627 este o galaxie lenticulară situată în constelația Boarul. A fost descoperită în 4 aprilie 1831 de către John Herschel. Se află la o distanță de 119,14 megaparseci de Pământ.